# アントイネッテ・フォン・ザクセン＝アルテンブルク
アントイネッテ・フォン・ザクセン＝アルテンブルク（Antoinette von Sachsen-Altenburg, 1838年4月17日 - 1908年10月3日）は、ドイツのザクセン＝アルテンブルク家の公女で、アンハルト公フリードリヒ1世の妻。全名はアントイネッテ・シャルロッテ・マリー・ヨゼフィーネ・カロリーネ・フリーダ（Antoinette Charlotte Marie Josephine Karoline Frida von Sachsen-Altenburg）。

## 生涯
ザクセン＝アルテンブルク公子エドゥアルトとその最初の妻でホーエンツォレルン＝ジグマリンゲン侯カールの娘であるアマーリエ（1815年 - 1841年）の間の第2子、次女として生まれた。1854年4月22日にアルテンブルクにおいてフリードリヒと結婚した。この縁組はドイツの諸侯家門同士の政略結婚で、アントイネッテにとっては最も裕福な諸侯の1人に嫁ぐことが出来る良縁であった。公爵夫妻の結婚式に際しては、記念メダルが発行された。1892年、嫁のマリーとともにアンハルト公国の教会婦人奉仕団施設を開いた。公爵夫人の名前を冠したものには、ゼルケ川河畔のアントイネッテ歩道（Antoinettenweg）、デッサウのアントイネッテ通り（Antoinettenstraße）およびアントイネッテ高等学校（Antoinettenlyzeum） がある。

## 子女
夫との間に4男2女の6人の子女をもうけた。
- レオポルト・フリードリヒ・フランツ・エルンスト（1855年 - 1886年）
- レオポルト・フリードリヒ・エドゥアルト・カール・アレクサンダー（1856年 - 1918年） - アンハルト公
- エリーザベト・マリー・フリーデリケ・アメーリエ・アグネス（1857年 - 1933年） - 1877年、メクレンブルク＝シュトレーリッツ大公アドルフ・フリードリヒ5世と結婚
- エドゥアルト・ゲオルク・ヴィルヘルム・マクシミリアン（1861年 - 1918年） - アンハルト公
- アリベルト・ヨーゼフ・アレクサンダー（1866年 - 1933年）
- アレクサンドラ・テレーゼ・マリー（1868年 - 1958年） - 1897年、シュヴァルツブルク＝ルードルシュタット侯子ジッツォと結婚